# Osmolita
Un osmolita è un componente chimico responsabile per il fenomeno dell'osmosi.
Sciolto come soluto in una soluzione acquosa è responsabile della diminuzione di concentrazione di molecole d'acqua nell'unità di volume (meccanismo, questo, alla base del processo d'osmosi).